# Plectris subaenea
Plectris subaenea är en skalbaggsart som beskrevs av Moser 1918. Plectris subaenea ingår i släktet Plectris och familjen Melolonthidae. Inga underarter finns listade i Catalogue of Life.